# Contratto di agenzia
Il contratto di agenzia, nel diritto civile italiano, è un contratto con cui una parte, detta "agente" assume stabilmente l'incarico di promuovere, per conto dell'altra persona, detta "preponente", contro retribuzione, la conclusione di contratti di zona determinata.
È disciplinato dal codice civile italiano, dagli artt. 1742 a 1753.

## Caratteristiche generali
Caratteristiche essenziali del contratto sono:
- stabilità del rapporto: l'agente è un ausiliario autonomo dell'imprenditore che, quando lavora per un'unica ditta, assume la qualifica di lavoratore parasubordinato (ad esempio all'agente si è dichiarato applicabile il nuovo rito del lavoro).

- reciproco diritto di esclusiva: per quel ramo di attività e per quella determinata zona, il preponente non può servirsi di altro agente e quest'ultimo non può assumere incarichi da un altro preponente. L'agente ha diritto ad una provvigione per tutti gli affari conclusi nella zona di esclusiva.

- diritto alla provvigione: l'agente, ai sensi dell'art. 1748 c.c. ha diritto ad una provvigione quando il contratto è stato stipulato grazie al suo intervento.

## Analisi dell'istituto
Il contratto di agenzia richiede la forma scritta ad probationem e ciascuna delle parti ha il diritto irrinunciabile ad avere una copia dell'accordo. (ex art. 1742 c.c.).
Caratteristica naturale del contratto di agenzia è il diritto di esclusiva, in virtù di tale elemento, perciò, l'agente anche nel silenzio del contratto non potrà svolgere la propria attività per conto di un altro imprenditore che si trovi ad operare in regime di concorrenza con il primo.
D'altro canto il preponente non può servirsi, nella zona riservata e nello stesso ramo di affari, di altri agenti (ex art. 1743 c.c.; parte della giurisprudenza (cfr. Cass. civ. n.322/69), però, ritiene che il dettato del sopra citato articolo non impedisca al preponente di contrattare personalmente nella zona riservata, purché la sua attività non renda difficile ovvero eluda l'attività dell'agente.
A norma dell art. 1746 c.c. l'agente promuove soltanto la conclusione dei contratti, visitando i probabili clienti, pubblicizzando i prodotti ed informando il preponente delle condizioni di contratto.
L'agente non ha dunque il potere di concludere i contratti in rappresentanza del preponente né il potere di riscuoterne i crediti, tuttavia il proponente può attribuirgli detti poteri e l'eventuale potere di "riscossione" che, però, non è comprensivo del potere di concedere sconti e dilazioni di pagamento che deve essere attribuitogli espressamente a norma dell art. 1744.
All'agente spetta la provvigione per tutti gli affari conclusi a seguito della sua attività, nonché per quelli promossi nella sua zona riservata. Tale diritto spetta all'agente solo per gli affari a cui sia stata data regolare esecuzione.
A differenza di quanto avviene nel contratto di commissione, nel contratto di agenzia  è nullo il patto dello star del credere che preveda, in modo generalizzato, la responsabilità per l'inadempimento delle obbligazioni dei clienti.
Il rapporto di agenzia può essere a tempo determinato o indeterminato. Allo scioglimento del rapporto il preponente deve corrispondere una indennità all'agente, qualora l'attività da esso svolta gli abbia portato dei vantaggi permanenti; l'indennità non è dovuta se il rapporto non è proseguito per gravi inadempimenti dell'agente, se vi è stato recesso per giusta causa o se l'agente ha trasferito a terzi il rapporto d'agenzia.
La presenza di un obbligo di non concorrenza a carico dell'agente deve essere prevista per iscritto, la durata di tale patto non può superare i due anni e deve riguardare la stessa zona, clientela, e genere di beni e servizi oggetto del contratto di agenzia. 
In ogni caso, il patto di esclusiva post contrattuale deve essere retribuito all'agente, durante il rapporto, mediante una speciale indennità che non abbia natura provvigionale.